# Apanthura restio
Apanthura restio är en kräftdjursart som beskrevs av Gary C.B. Poore och Lew Ton 1988. Apanthura restio ingår i släktet Apanthura och familjen Anthuridae. Inga underarter finns listade i Catalogue of Life.